# 萊克伍德 (新墨西哥州)
萊克伍德（英語：Lakewood）是位於美國新墨西哥州埃迪縣的非建制地區。

## 歷史
萊克伍德的郵局自1904年營運至今。

## 地理
萊克伍德所處的海拔為高於海平面1003米（即3291英呎），而該地所採用的時區為UTC-7，即北美山地时区（MST）。同時該地設有夏令時間，為UTC-7調快一小時，即UTC-6（MDT）。